# Синяк Іван Леонідович
Іван Леонідович Синяк (нар. 9 жовтня 1979, с. Мізочок, Здолбунівський район, Рівненська область) — український історик-джерелознавець, кандидат історичних наук (2006), старший науковий співробітник Інституту української археографії та джерелознавства імені М. С. Грушевського НАН України.

## Життєпис
Народився 9 жовтня 1979 року в с. Мізочок Здолбунівського району Рівненської області. Закінчив гуманітарний факультет Національного університету «Острозька академія» (2002) та аспірантуру Інституту української археографії та джерелознавства ім. М. С. Грушевського НАН України (2005).
У 2006 році захистив кандидатську дисертацію на тему «Джерела з історії діловодства запорозького козацтва доби Нової Січі (1734—1775)» під керівництвом д.і.н., проф. В. А. Брехуненка.
З 2006 — науковий співробітник, з 2010 — старший науковий співробітник відділу історії і теорії археографії та споріднених джерелознавчих наук Інституту української археографії та джерелознавства ім. М. С. Грушевського НАН України.

## Наукові праці
Автор, співавтор і упорядник понад 20 наукових праць, зокрема фундаментальних збірників документів:
- Петро Калнишевський та його доба. Збірник документів та матеріалів. — К., 2009. — 430 с. (спільно з к. і. н. В. Грибовським та к. і. н. В. Мільчевим).
- Військовий писар Андрій Семенович Товстик. Збірник документів. — К., 2010. — 148 с.
- Документальна спадщина Свято-Михайлівського Золотоверхого монастиря у Києві XVI—XVIII ст. з фондів Національної бібліотеки України імені В. І. Вернадського. Зб. документів. [Текст]. / Автори-укладачі: Ю. А. Мицик, С. В. Сохань, Т. В. Міцан, І. Л. Синяк, Я. В. Затилюк; Нац. акад. наук України, Нац. б-ка України ім. В. І. Вернадського, Ін-т укр. археографії та джерелознавства ім. М. С. Грушевського. — К., 2011. — 559 с.: 31 іл.
- Присяга Війська Запорозького Низового 1762 року / Упорядник та передмова Іван Синяк. — Чернігів: Видавець Лозовий В. М., 2015. — 240 с.
- Брехуненко В., Грибовський В., Мицик Ю., Піскун В., Синяк І., Тарасенко І. Між конфронтацією та взаємодією: українсько-кримські та українсько-ногайські стосунки в XVII ‒ першій половині XX ст. / За ред. В. Брехуненка. Інститут української археографії та джерелознавства ім. М. С. Грушевського НАН України. ‒ К.: ІУАД, 2018. ‒ 344 с.
- Коліївщина: 1768—1769 роки у документальній та мемуарній спадщині. ‒ Т. 1: Документи архіву Коша Нової Запорозької / Упоряд. І. Синяк; Ред. кол.: В. Смолій (гол. ред.), Г. Боряк, В. Брехуненко, Л. Демченко, О. Маврін, О. Музичук, Г. Папакін, Т. Чухліб. НАН України. Інститут історії України, Інститут української археографії та джерелознавства ім. М. С. Грушевського; Центральний державний історичний архів України. ‒ K.: Інститут історії України, 2019. ‒ 494 с. ‒ (Архів Коша Нової Запорозької Січі: Корпус документів 1734—1775. ‒ Т. 6/7: Справи № 227—229)
- Архів Коша Нової Запорозької Січі: корпус документів 1734—1775 / Гол. ред. кол.: Папакін Г. В. (голова), Боряк Г. В., Брехуненко В. А., Бурім Д. В., Гісцова Л. З., Маврін О. О., Мицик Ю. А., Музичук О. В., Смолій В. А., Федорук Я. О.; Упорядн. тому: Гісцова Л. З. (ст. упорядн.), Демченко Л. Я., Кузик Т. Л., Муравцева Л. М. Синяк І. Л.; Наук. ред. тому Сохань П. С. НАН України. Інститут української археографії та джерелознавства ім. M. С. Грушевського; Канадський інститут українських студій; Центр досліджень історії України ім. Петра Яцика університету Альберти; Центральний державний історичний архів України м. Київ; Археографічна комісія. — Том 8. — К., 2019. — 896 с. — (Джерела з історії українського козацтва)